# Рубашкіна Катерина Олександрівна
Катерина Олександрівна Рубашкіна — українська актриса театру та кіно, хореограф, педагог.

## Життєпис
Народилася 24 вересня 1986 року в Києві.
В 2011 році Закінчила Київський національний університет театру, кіно і телебачення імені І.К. Карпенко-Карого (російський курс професора Миколи Рушковського).

## Фільмографія
- 2009 — «До Парижу!» — епізод
- 2011 — Повернення Мухтара–7 — Інна Пономарьова - студентка Літературного інституту
- 2011 — «Життя та пригоди Ведмедика Япончика» — Мері Вінницька, сестра Ведмедика
- 2012 — «Генеральська невістка» — Жанна, медсестра
- 2012 — «Мільйонер» — однокурсниця Кирила
- 2013 — «F63.9 Хвороба кохання» — Маргарита
- 2013 — «Жіночий лікар-2» (54 серія) — Валентина Безсонова
- 2013 — «Пізніше каяття» — Маня - гардеробниця у Гришка
- 2013 — «Вбити двічі» — Ольга Архипова - зічка
- 2013 — «Шеф поліції» — Сарра - дочка Лібермана
- 2013 — «Шулер» — журналістка
- 2014 — «Вовче сонце» — Бася - дочка Боні
- 2015 — «Остання електричка» — Валя
- 2016 — «40+, або Геометрія почуттів» — секретар
- 2016 — «Найкращий тиждень мого життя» — Віка
- 2016 — «Ніч святого Валентина» — поліцейська
- 2016 — «Чудо за розкладом» — Римма
- 2017 — «Догорі дриґом»
- 2018 — «Шляхетні волоцюги!» — Ядвіга
- 2018–2019 — «Доньки-матері» — епізод
- 2018–2020 — «Ніщо не трапляється двічі» — донька Глафіри
- 2019 — «Готель Едельвейс» — Іріт
- 2020 — «Зникаючі сліди» — Лариса Васильєва
- 2020 — «Мій чоловік, моя жінка» — епізод
- 2020 — «Стань моєю тінню» — Світлана

## Театральні роботи
Київський академічний театр на Печерську
- «Закон танго» Х.Борхес, Х.Кортасар — Хулія, власниця борделю
- «Дурні історії про нас з тобою» К.Драгунская — Наречена
- «Salida Cruzada: 8 кроків танго» — Надя
- «Бубен Верхнього Світу» В.Пелевин — Маша
- «Push up 1-3» Р.Шіммельпфенніг — Марія, охоронець
- «Квіти для Єлизавети» Л.Міллер — княгиня Єлизавета, юнацькі роки
- «Наше Різдво» — Саша

Київська академічна майстерня театрального мистецтва «Сузір'я»
- «Моя чудова попелюшка» — сестра Додо

Агентство «Прем’єра»
- «Снігова королева» — розбійниця

Київський академічний драматичний театр на Подолі
- 2006 — «Передчуття Мини Мазайла» — Уля
- 2009 — «Мертві душі» — Губернаторша
- 2011 — «На дні» — Настя
- 2012 — «Старший син» — Ніна
- 2014 — «Вернісаж на Андріївському» — Наталя
- 2015 — «Вічно живі» — Варя, робітниця миловаренного заводу
- 2015 — «Він і вона» — Ганна Семенівна, Танцюристка, Оповідач
- 2017 — «Сильніше пристрасті, більше ніж любов» — Тетяна Олексіївна, жінка, Наталія Степанівна
- 2018 — «Дівчина з ведмедиком, або Неповнолітня…» Павла Ар’є за мотивами роману Віктора Домонтовичареж. Стас Жирков — вчителька та інші
- 2018 — «Продавець дощу» — Лізі
- 2019 — «Зойчина квартира» Михайла Булгакова; реж. Максим Голенко — Зоя Денисівна Пельц, удова[1]
- 2019 — «Мрії оживають» за п'єсою «DreamWorks» Івана Вирипаєва; реж. Давид Петросян — Бетті[2]
- 2019 — «Ліс» — Аксюша
- 2020 — «Камінний господар» — Долорес

## Нагороди
- 2019 — Премія «Київська пектораль – 2018» у номінації «За краще виконання жіночої ролі другого плану» (за роль Вчительки у виставі «Дівчина з ведмедиком, або Неповнолітня…» (реж. Стас Жирков)[3]